# 哥舒翰
哥舒翰（？—757年12月1日，姓哥舒名翰），陇西郡（今甘肃省定西市）人，突骑施（西突厥别部）首领哥舒部落人，唐朝名将。

## 生平
胡人多以部落稱姓，因以為氏。突厥在历史上不属于胡人。其父哥舒道元为安西都护将军、赤水军使，世居安西。哥舒翰家富于財，倜傥任俠，好然諾，縱蒲酒。哥舒翰初為隴右節度使王忠嗣幕府將，能讀《左氏春秋》、《漢書》，頗得士兵擁戴。
天宝六年（747年），王忠嗣提拔哥舒翰为大斗军副使，迁左卫郎将。天宝年間與吐蕃战于苦拔海，屡破吐蕃，擢授右武卫员外将军，充陇右节度副使、关西兵马使、河源军使。王忠嗣為宰相李林甫所忌，故诬陷王忠嗣“欲奉太子”，玄宗以哥舒翰取代王忠嗣。朝廷對忠嗣嚴加審訊，打算處以極刑。哥舒翰聞知後，極言王忠嗣無罪，請求用自己的官爵來贖王忠嗣的罪，玄宗不聽，走入內宮，哥舒翰一路追隨，「言詞慷慨，聲淚俱下」，玄宗深受感動，遂貶忠嗣為漢陽（今湖北武汉汉阳区）太守。
天宝八年（749年）六月，哥舒翰统领陇右、河西及突厥阿布思之兵，向石堡城发起进攻。吐蕃凭险据守，唐军进攻多日，伤亡惨重。哥舒翰大怒，限三日內破城，否則斩殺攻城先锋官副将高秀岩、张守瑜。三日後，唐军占领石堡城。功拜特进、鸿胪员外卿兼西平郡太守，摄御史中丞。
天宝十一年（752年），進為开府仪同三司。
天宝十二年（753年），进封凉国公，加河西节度使。八月三十日，进封西平郡王。天宝十三年（754年），又拜太子太保，加实封三百户，兼御史大夫。唐詩中即有一首哥舒歌：“北斗七星高，哥舒夜帶刀。至今窺牧馬，不敢過臨洮。”宰相楊國忠厭惡安祿山，知其必反，聯合哥舒翰牽制安祿山。
天寶十四年（755年）哥舒翰患風疾（即中风）半身不遂，回到長安，病廢於家。
安史之乱时，名將封常清、高仙芝受诬被杀，唐玄宗命哥舒翰为天下兵马副元帅，代替高仙芝守潼关（今陝西潼關東北）。哥舒翰到了潼關，風疾愈來愈嚴重，不復躬親，政事悉委行軍田丘良，陣中大將王思禮、李承光爭權。哥舒翰知道敵鋒正銳，應避之以待援軍前來共禦潼關。
此一策略與封常清、高仙芝所部相同。經研擬後，哥舒翰在潼關的二十萬大軍即堅守不出。
天寶十五年（756年）二月，哥舒翰的舊屬時任元帥府馬軍（騎兵）都将的王思禮，密說翰抗表請誅杨国忠，但翰不赞同對楊國忠下手;思禮又說翰謀殺安思順（在安史之亂爆發前，安思順曾多次提醒中央，安祿山有不軌舉動）。安思順跟哥舒翰結怨。於是，翰命人偽造安祿山寄給安思順的書信，在潼關派人抓住信使，搜出信件呈報給中央；哥舒翰列出安思順七條罪責，要求處死安思順。三月，安思順與弟安元貞皆被賜死，家屬遷徙於嶺外，天下冤之。宰相楊國忠無法救安思順，對哥舒翰開始感到畏懼。
天寶十五年（756年）六月，當時有人跟楊國忠說：「天下兵馬盡在哥舒翰之手，如果他想西進，那您豈不危險?」楊國忠大懼，於是上奏：「潼關兵力雖盛，但沒有後備部隊，那京師不就岌岌可危。請擴軍三千人並且訓練。」唐玄宗同意，楊國忠又派他的親信杜運囤駐於霸上，名為禦敵實則堤防哥舒翰。哥舒翰知道此舉是針對他，於是上表請奏把霸上的一萬人部隊歸潼關統一指揮，並且邀杜乾運來潼關議事，卻找個罪狀斬首杜乾運，楊國忠恐慌，對自己兒子說：「我恐怕死無葬身之所」。哥舒翰也感到不安，謀劃很久又不敢作決斷，數次上奏：「安祿山竊據河朔之地，不得人心，我們只要謹慎持重，等待賊軍內部分裂，兵不血刃就可以抓到安祿山。」
安祿山的將領崔乾祐守陝郡，故意放倒旗子停止敲鼓，故意示弱引誘出戰。有人就說：「賊人沒有防備，我們可以攻打他們。」唐玄宗相信了，詔見哥舒翰商量該如何討伐。哥舒翰說：「安祿山帶兵很久，隱藏很久現在才開始反叛，不可能沒有防備，他是故意用陰謀引誘我們。賊人大老遠來，最希望速戰速決。上計是王師堅守，不要隨便出關。而且其他地方的部隊還沒有集合完畢，最好還是繼續觀察，不必急。」當然，安祿山雖然佔領河北、洛陽，但到處濫殺無辜，人民怨恨他。好幾個月都不能再推進。郭子儀、李光弼又收復常山幾個郡，安祿山開始後悔作出反叛的決定，在幽州堅守。而楊國忠卻建議唐玄宗要哥舒翰出潼關收復陝、洛。郭子儀、李光弼遠在外地上書勸諫：「賊人知道哥舒翰老了而且病很重，而且我們的軍隊訓練不足以應戰。賊人派精銳往南佔領宛、洛，而其餘的人守幽州。我直搗敵人老巢，抓住他們的族人威脅它們投降，就可以得到安祿山的腦袋。倘若潼關的大軍出戰打敗，京城安全出現問題，那天下就完了。」極力要求不要讓哥舒翰出戰，但唐玄宗不聽。一直派使臣要求哥舒翰出戰。
哥舒翰痛哭，不得已出關與崔乾祐一戰。唐军抵达灵宝县西南，靈寶南面靠山，北临黄河，中間為七十里长的狹窄山道。哥舒翰乘船在黄河上见崔乾祐兵少，命令大军冒進，於是唐軍進入隘路，軍隊行進不成行列，賊人從高處砸落石打死了不少官兵。哥舒翰登上北部的高地，命令三萬人沿著河岸鳴鼓，王思禮率領精銳當先鋒，其他十萬人緊跟在後。崔乾祐部隊的陣型，以最小編制的「什」「伍」組成，一回前進一回後退，有五千名陌刀手排列在陣行後面。官兵們看賊人的陣法亂無章法，忍不住用手指著嘲笑他們。才剛開始戰鬥，崔乾祐部隊就有人想逃跑。官兵們開始鬆懈，突然賊軍開始拼命近身搏鬥。哥舒翰下令毛皮氈帳蒙住馬車，想要往北突圍，賊軍就用木柴堵塞通道，順著風勢燒馬車，濃煙讓官兵們看不清楚還自相殘殺，過很久才知道殺到同袍。官兵們丟盔卸甲奔向山谷也有的溺死在河裡。河邊有運糧船數百艘，因為爭相上船的逃難官兵太多，船就沉了。有的人用矛綁著盾牌想渡河。賊軍就趁勝追擊。快要逃到潼關，關門前挖三道壕溝，黑暗中士兵看不清楚方向掉進壕溝，被後面掉進去的人壓死，三道壕溝都被官兵的屍體填滿。
哥舒翰帶數百名騎兵渡河，剩下不到八千人的老弱殘兵。哥舒翰回到潼關，崔乾祐又開始進攻。火拔归仁等將領造反，把哥舒翰綁架到洛陽交給安祿山處置，潼关失守。次日王思禮自潼關奔回，報明哥舒翰降賊，玄宗授思禮為隴右河西節度使。
安祿山与哥舒翰有旧怨。早年，安禄山欲結交哥舒翰，對其曰：“我父是胡、母是突厥；公父是突厥、母是胡。与公族类同，何不相亲乎？”哥舒翰则回答：“古人云，野狐向窟嗥，不祥，以其忘本也。敢不尽心焉！”其本意为，“狐狸向自家洞穴嗥叫以待进攻，这样忘本不好。我哪敢不尽心！”。但文学造诣不高的安禄山误以为侮辱，怒斥哥舒翰：“突厥敢如此耶？！”兩人仇怨日深。
如今安禄山见到哥舒翰被俘，骂說：“汝常轻我，今日如何？”哥舒翰為免死，向之谢罪说：“肉眼不识陛下，遂至于此。”安祿山大喜，用他劝降唐将，拜为司空、同中書门下平章事。安祿山罵火拔归仁等將領背主棄義，把他們都斬首。哥舒翰写信招降其他将帅，反被其他唐軍将帅辱罵不能死節，安禄山知其無用，將他囚禁於禁苑。
至德二载，安禄山为其子安庆绪所杀，九月二十八日，唐军進攻长安，安慶緒屢敗，十月十六日（757年12月1日）安慶緒逃往邺（今河南安阳），臨行前，殺哥舒翰、程千里等三十余名俘虜。唐代宗赠太尉，谥曰武愍。

## 史書評論
《舊唐書》：“大盗作梗，禄山乱常，词虽欲诛国忠，志则谋危社稷。于时承平日久，金革道消，封常清、高仙芝相次率不教之兵，募市人之众，以抗凶寇，失律丧师。哥舒翰废疾于家，起专兵柄，二十万（舊唐書本紀第九，玄宗下：“哥舒翰將兵八萬…”）众拒贼关门，军中之务不亲，委任又非其所。及遇羯贼，旋致败亡，天子以之播迁，自身以之拘执，此皆命帅而不得其人也。《礼》曰：“大夫死众。”又曰：“谋人之军师败则死之。”翰受署贼庭，苟延视息，忠义之道，即可知也，岂不愧于颜杲卿乎！抑又闻之，古之命将者，推毂而谓之曰：“阃外之事，将军裁之。”观杨国忠之奏事，边令诚之护戎，又掣肘于军政者也，未可偏责三帅，不尤伊人。后之君子，得不深鉴！”

## 歷代評論
李白《答王十二寒夜獨酌有懷》諷刺哥舒翰在石堡城之戰軍事表現，我眾敵寡下犧牲巨大，卻能媚主求榮：「君不能學哥舒，橫行青海夜帶刀，西屠石堡取紫袍。」
杜甫《喜聞盜賊蕃寇總退口號五首》，對於朝廷放棄和親政突然起用哥舒翰發動對吐蕃戰爭之事表達不滿：「朝廷忽用哥舒將，殺伐虛悲公主親」
當時民歌（後世稱哥舒歌）贊頌哥舒翰抵禦吐蕃侵略有功：「北斗七星高，哥舒夜帶刀。至今窺牧馬，不敢過臨洮。」
南宋謝采伯《密齋筆記》：「哥舒翰始亦善用兵，後困於酒色之娛，迫於君命，慟哭而出，潼關喪師二十萬，僅存八千。」
明代王夫之《讀通鑑論·卷二十三·肅宗》：「其一，自天寶以來，邊兵外疆，所可與幽，燕，河北並峙者，唯王忠嗣之於朔方耳。自削其輔，奪忠嗣而廢之，奉忠嗣之餘威收拾西陲者，哥舒翰也。翰為祿山屈而稱病閒居，朔方之勢已不振，既且盡撤之以守潼關，而陷沒於賊。」
清代臨洮詩人吳鎮在《題哥舒翰紀功碑》一詩中贊到：
李唐重防秋，哥舒节陇右。浩气扶西倾，英名壮北斗。
带刀夜夜行，牧马潜遁走。至今西陲人，歌咏遍童叟。
渔阳烽火来，关门竟不守。惜哉百战雄，奸相坐掣肘。
平生视禄山，不值一鸡狗。伏地呼圣人，兹颜一何厚。
毋乃贼妄传，借以威其丑。不然效李陵，屈身为图后。
英雄值老悖，天道遘阳九。终焉死偃师，曾作司空否？
轰轰大道碑，湛湛边城酒。长剑倚崆峒，永与乾坤久！
清末民初文人蔡東藩在其演義小說《唐史演義》第五十一回評論道：「哥舒翰之所為，不謂無罪，但守關不戰，待賊自敝，未始非老成慎重之見，況有郭李諸將，規复河朔，固足毀賊之老巢，而制賊之死命者乎。國忠忌翰，促令陷賊，潼關不守，亟議幸蜀，陷翰猶可，陷天子可乎？惟國忠之意，以為都可棄，君可辱，而私怨不可不复，身命不可不保，兄弟姊妹，不可不安。自秦赴蜀，猶歸故鄉，庸詎知王思禮等之竊議其旁，陳玄禮等之加刃其後耶？楊玉環不顧廉恥，競尚驕奢，看似無關治亂，而實為亂階，蠱君誤國，不死何待？歷敘之以昭大戒，筆法固猶是紫陽也。」
英國漢學家Denis Crispin Twitchett在《劍橋中國史》第三冊隋唐，第七章杨国忠的掌权（752—756年）中評論：「楊國忠最迫切需要的是一個強有力的軍事盟友。他選中了唯一與安祿山明顯為敵的突厥將領哥舒翰，此人是西北隴右和河西兩地的節度使，已在753年農曆八月被封為王他與安祿山的堂兄弟朔方節度使安思順長期不和；雖然在快到李林甫臨終時玄宗試圖讓宦官高力士去彌合雙方的分歧，但這反而使局面更加惡化;安祿山和哥舒翰曾在朝廷公開激烈爭吵。哥舒翰擁有龐大的軍隊，總數達14.3萬人，他們久經沙場，在戰鬥中得到鍛煉，在吐蕃邊境的十多年中常常取勝。」

## 家庭

### 高祖
- 哥舒鲁，唐朝镇军大将军、左卫将军、天山郡开国公[1]

### 曾祖
- 哥舒匐，唐朝云麾将军、左金吾卫将军、交河县开国伯[1]

### 祖父
- 哥舒沮，唐朝云麾将军、代理右清道率、金微县开国男[1]

### 父母
- 哥舒道元，唐朝右羽林大将军、河西节度副使、上柱国、天水郡开国公[1]
- 尉遲氏，于闐王尉迟璥的姐妹，封番禾郡夫人[1]

### 子孙
- 哥舒鼂
  - 哥舒洩
    - 哥舒穎
- 哥舒曄
- 哥舒晧
- 哥舒晃，字子亮，官至循州刺史，诛杀岭南节度使吕崇贲，举兵反叛，775年被诛杀。
- 哥舒曜，字子明，官至右驍衛上將軍，追贈幽州大都督。
  - 哥舒峘
  - 哥舒崿
  - 哥舒嵫
  - 哥舒屺

## 延伸阅读
[在维基数据编辑]
 在维基文库阅读此作者作品
 《舊唐書·卷104》，出自刘昫《舊唐書》
 《新唐書·卷135》，出自《新唐書》